# Человек-ядро

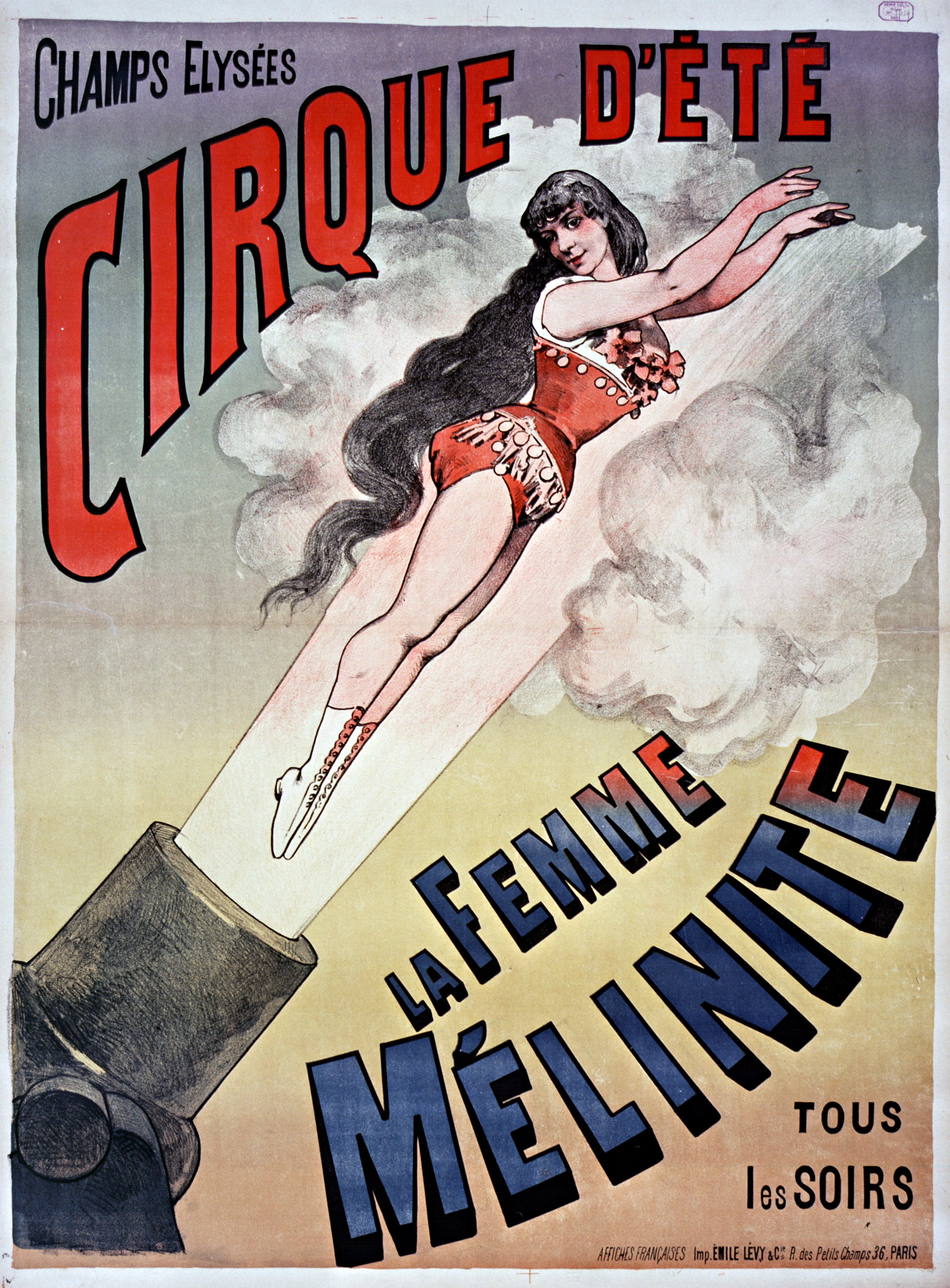
Французский плакат 1887 года, рекламирующий номер.

Челове́к-ядро́ — появившийся в XIX веке и сохранившийся в некоторых местах до современности цирковой номер, когда специально разработанная «пушка» выстреливает человеком. «Человек-ядро» затем приземляется на горизонтальную сетку или надувной матрас, правильное размещение которых рассчитывается исходя из положений классической механики ещё до полёта. Если номер происходит на открытой арене, то «человек-ядро» также может приземляться в воду.

## История
Первым «человеком-ядром» был Эдди Реки, выступавший под сценическим псевдонимом «Лулу». Он был «выстрелен» из пушки системы Фарини в Королевском Мюзик-Холле в Лондоне в 1871 году.
Первым женщиной-«человеком-ядром», как считается, была 14-летняя девочка по имени Зазель, которой «выстрелили» в 1877 году в Royal Aquarium в Лондоне; её настоящее имя было Росса Матильда Рихтер. Она вылетела из основанной на пружинном механизме пушки, изобретённой канадцем Уильямом Леонардом Хантом («Великий Фарини»). Позже она гастролировала с цирком Барнума. Пушка Фарини использовала резиновые пружины для вылета человека из пушки, ограничивая расстояние, на которое он или она может оттуда вылететь.
В 1920-х годах Ильдебрандо Заччини изобрел пушку, которая использовала сжатый воздух для запуска «человека-ядра». Заччини запустил своего сына Хьюго из подобного рода пушки. Члены семьи Заччини были позже введены в Зал славы цирка Ringling Brothers Circus.

## Мировые рекорды

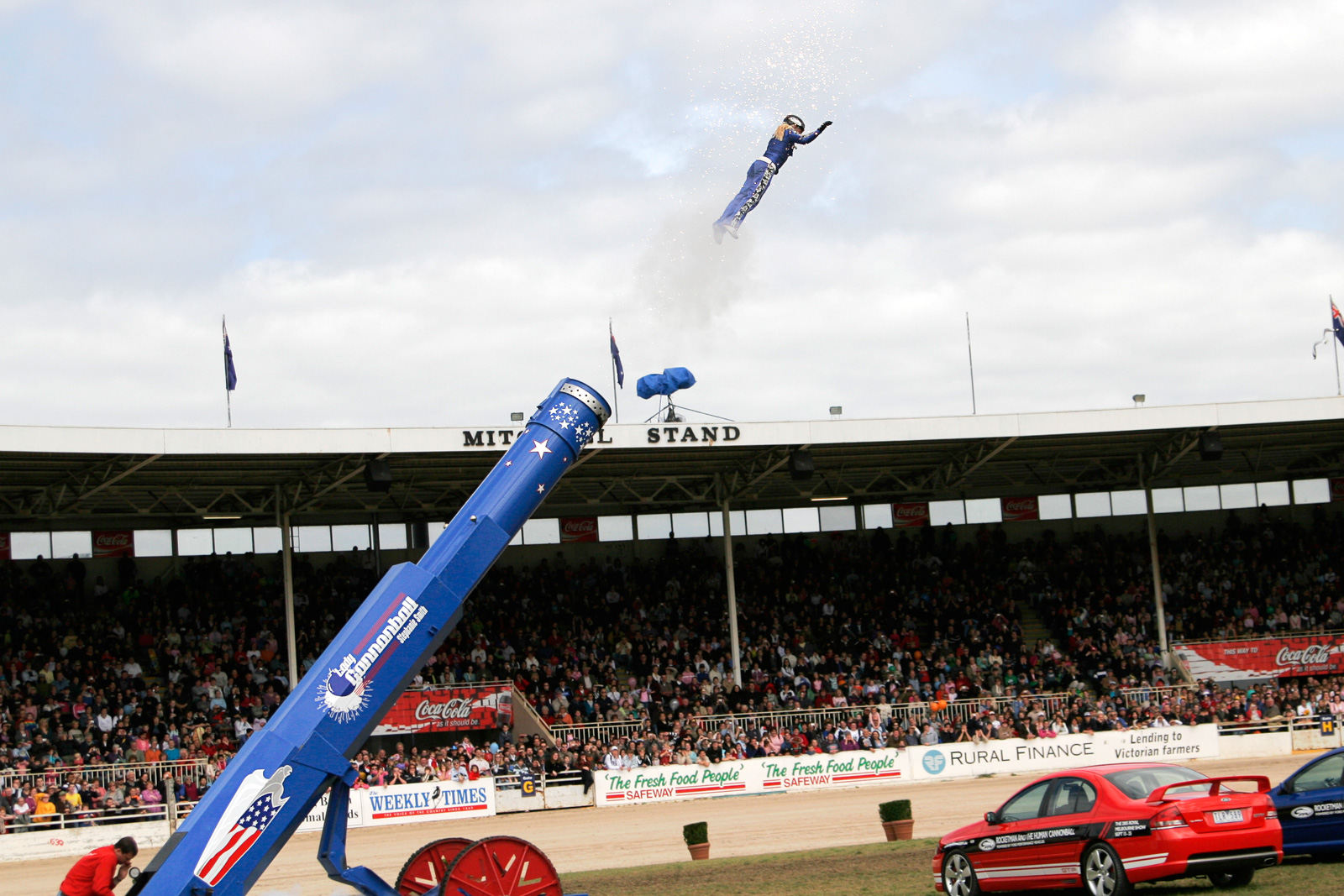
Современный «человек-ядро».

Существует утверждение, что нынешним мировым рекордом по самому длинному полёту «человека-ядра» является полёт в 193 фута и 8,8 дюйма (59,05 м), совершённый Дэвидом Смитом-младшим на Lo Show Dei Record в Милане, Италия, 10 марта 2011 года. Расстояние измерялось от дула пушки до самой дальней точки, достигнутой в сети, куда приземлился артист. Дэвид Смит-младший был «выстрелен» из пушки длиной 8 м. Было подсчитано, что он летел со скоростью 120 км/ч (74,6 мили в час), достигнув максимальной высоты 23 м.
Существует, однако, возражение по поводу данного рекорда: якобы отец Смита, Дэвид «человек-ядро» Смит-старший, установил рекорд полёта в 200 футов 4 дюйма (61,06 м) 31 августа 2002 года на The Steele County Free Fair в Оватонне, штат Миннесота, США. Подсчитано, что Смит-старший летел со скоростью более чем 70 миль в час (110 км/ч) во время полёта.

## Пушка
«Пушка», используемая для номера, функционирует совсем не так, как настоящая пушка, которая при выстреле просто разорвала бы человека на куски. Толчок обеспечивается не порохом, а либо пружиной, либо струёй сжатого воздуха. Это делает работу устройства похожей в большей степени на катапульту, где цилиндр, «выдвигающий» человека, останавливается в конце дула пушки.
В цирковом номере порох может быть использован для обеспечения зрительных и слуховых эффектов, не связанных с непосредственно механизмом запуска. Фейерверки и дым также могут использоваться, чтобы увеличить визуальный эффект.

## Риски
Главным с точки зрения безопасности исполнителя номера является не сам процесс «выстрела» из пушки, а хорошо обеспеченные условия приземления. Более 30 «людей-ядер» погибли во время исполнения этого трюка. Среди последних из таких событий был случай в графстве Кент, Великобритания, 21 апреля 2011 года, когда «человек-ядро» погиб в результате выхода из строя сетки безопасности.